# العمرية (عفرين)
العمرية  قرية سوريّة تتبع إداريّاً لمحافظة حلب منطقة عفرين ناحية شران، بلغ تعداد سكانها 413 نسمة حسب التعداد السكاني لعام 2004.